# A Song for You (album của The Carpenters)
A Song for You là album phòng thu thứ tư của bộ đôi nghệ sĩ người Mỹ The Carpenters. Album được A&M Records phát hành vào ngày 22 tháng 6 năm 1972. Theo Richard Carpenter, The Carpenters dự định thực hiện A Song for You như một album chủ đề, trong đó ca khúc chủ đề vừa là giai điệu mở đầu, vừa là giai điệu khép lại album. Các "bài hát" sau đó được xếp vào giữa hai "đầu" của album. Trên toàn thế giới, sáu bài hát "Hurting Each Other", "Bless the Beasts and Children", "It's Going to Take Some Time", "Goodbye to Love", "Top of the World" và "I Won't Last a Day Without You" là các đĩa đơn mặt A được phát hành từ A Song for You.

## Các bài hát
"Hurting Each Other" là bản hát lại ca khúc trước đó được ít người biết đến của Ruby & the Romantics. Bài hát được phát hành thành đĩa đơn đầu tiên từ A Song for You vào cuối năm 1971. Ca khúc vươn đến vị trí á quân trên bảng xếp hạng Billboard Hot 100 của Hoa Kỳ, đồng thời trở thành đĩa đơn thứ sáu liên tiếp của The Carpenters nhận được chứng nhận Vàng từ RIAA. Album cũng bao gồm một bản hát lại ca khúc chủ đề của bộ phim Bless the Beasts and Children (1971). Bài hát này nhận được đề cử ở hạng mục Ca khúc trong phim hay nhất tại lễ trao giải Oscar năm 1971. Tại Hoa Kỳ, trước khi phát hành "Hurting Each Other", The Carpenters đã phát hành bản hát lại "Bless the Beasts and Children" ở mặt B của đĩa đơn "Superstar" vào năm 1971. Ca khúc đạt đến vị trí thứ 67 trên Hot 100. Cũng trong năm 1971, "Bless the Beasts and Children" được phát hành thành đĩa đơn mặt A thứ hai từ A Song for You tại Nhật Bản. "It's Going to Take Some Time" là một bản hát lại bài hát của Carole King. Tiếp nối thành công của "Hurting Each Other" tại Hoa Kỳ, "It's Going to Take Some Time" được phát hành thành đĩa đơn thứ ba và đạt đến vị trí thứ 12 trên Hot 100. Ca khúc "Goodbye to Love" được phát hành thành đĩa đơn thứ tư và đạt đến vị trí thứ bảy trên bảng xếp hạng. Vì nghệ sĩ Tony Peluso có biểu diễn một đoạn độc tấu fuzz guitar trong ca khúc, nên "Goodbye to Love" đã bị một số trạm phát thanh easy listening từ chối phát sóng. Bài hát có sức ảnh hưởng lớn đến những bản power ballad phát hành trong những năm sau đó.
Hơn một năm sau ngày phát hành A Song for You, The Carpenters phát hành "Top of the World" thành đĩa đơn thứ năm từ album vào năm 1973. Bài hát đạt vị trí quán quân trên bảng xếp hạng Billboard Hot 100 của Hoa Kỳ và trở thành đĩa đơn quán quân thứ hai trong sự nghiệp của The Carpenters. "Top of the World" cũng trở thành một trong số những ca khúc phổ biến nhất của thập niên 1970. Ca khúc do Richard Carpenter đồng sáng tác với John Bettis. Richard cho biết lý do "Top of the World" được phát hành khá muộn tại Hoa Kỳ là vì ông đã đánh giá sai sức hút về mặt thương mại của bài hát. Ông chỉ phát hiện ra điều này khi "Top of the World" trở thành một hit tại Nhật Bản vào năm 1972 và bản hát lại của Lynn Anderson leo lên vị trí thứ 2 trên các bảng xếp hạng nhạc đồng quê của Hoa Kỳ vào năm 1973. Trước khi phát hành "Top of the World" thành đĩa đơn tại Hoa Kỳ, The Carpenters đã thực hiện một vài lần xét duyệt lại bài hát, trong đó họ tiến hành chỉnh sửa và phối khí lại một chút cho ca khúc. "I Won't Last a Day Without You", một sáng tác của Paul Williams và Roger Nichols, được phát hành thành đĩa đơn cuối cùng từ album vào năm 1974 và đạt đến vị trí thứ 11 trên Hot 100. Trong những năm sau đó, nhiều nghệ sĩ đã thể hiện lại ca khúc này.
Trong sáu đĩa đơn phát hành từ A Song for You, năm đĩa đơn đã giành được thứ hạng cao trên bảng xếp hạng Easy Listening (nay là Adult Contemporary) của Billboard. Trừ "Bless the Beasts and Children" chỉ đạt đến vị trí thứ 26, các đĩa đơn còn lại đều đạt được vị trí quán quân ("Hurting Each Other" và "I Won't Last a Day Without You") hoặc vị trí á quân ("It's Going to Take Some Time", "Goodbye to Love" và "Top of the World") trên bảng xếp hạng này. Album và các đĩa đơn cũng đạt được thành công thương mại trên thị trường quốc tế. Tại Anh Quốc, hai bài hát "Goodbye to Love" và "I Won't Last a Day Without You" được phát hành thành đĩa đơn mặt A kép và đạt đến vị trí trong top 10 của bảng xếp hạng UK Singles Chart. Tại Nhật Bản, đĩa đơn "Top of the World" đều xuất hiện trên bảng xếp hạng Oricon trong ba lần phát hành khác nhau. Trong những lần phát hành vào các năm 1972, 1973 và 1996, ca khúc lần lượt đạt được các vị trí thứ 21, 52 và 83 trên bảng xếp hạng Oricon Singles Chart.

## Đánh giá chuyên môn
| Đánh giá chuyên môn           | Đánh giá chuyên môn |
| Nguồn đánh giá                | Nguồn đánh giá      |
| Nguồn                         | Đánh giá            |
| ----------------------------- | ------------------- |
| AllMusic                      | [ 4 ]               |
| Rolling Stone                 | (Trung bình)        |
| The Rolling Stone Album Guide | [ 7 ]               |

Ở thời điểm phát hành, A Song for You nhận được những đánh giá trái chiều từ các nhà phê bình âm nhạc đương thời. Viết cho Rolling Stone vào tháng 10 năm 1972, Stephen Holden đánh giá A Song for You ở mức trung bình và cho rằng âm nhạc của album thiếu "sự kiêu kỳ", "cấu trúc gây kịch tính và phong cách mang tính trình diễn." Holden cũng chỉ trích việc Richard sử dụng những "[đoạn hòa âm] của dàn hợp xướng để làm đầy [những giai điệu]". Ông nhận thấy điều này "làm đứt quãng hoặc hòa chung với" sự rõ ràng trong giọng hát của Karen, và qua đó đã "rút hết sạch [...] cá tính" của các bài hát. Holden khen ngợi ca khúc chủ đề "A Song for You" là bài hát xuất sắc nhất của album, tuy nhiên đánh giá toàn bộ các ca khúc còn lại là "những chất liệu không [thật sự] quá mạnh mẽ [... và chỉ là] những viên kẹo ngọt nhỏ xíu cho ngày Valentine". Trong ấn bản ra ngày 1 tháng 7 năm 1972, tạp chí Billboard đưa ra một số bình luận tích cực hơn về A Song for You. Tạp chí này khen ngợi tài năng sản xuất của Jack Daugherty ở các ca khúc "I Won't Last a Day Without You" và "Crystal Lullaby". Billboard cũng gọi ca khúc chủ đề và bài hát "Goodbye to Love" là "những phần trình diễn cực kỳ ấn tượng".
Kể từ thập niên 1990, sau khi tiến hành đánh giá lại âm nhạc của The Carpenters, giới phê bình đã có những nhìn nhận tích cực hơn về các tác phẩm ở giai đoạn đầu sự nghiệp của họ, trong đó có A Song for You. Đa số các nhà phê bình đều nhận định rằng A Song for You là tác phẩm xuất sắc nhất trong sự nghiệp của The Carpenters. Bruce Eder của AllMusic đánh giá A Song for You đạt 4,5 sao trên thang 5 sao và gọi đây là "album xuất sắc nhất của bộ đôi nghệ sĩ [này]". Ông bình luận rằng chất liệu âm nhạc trong album "có thể làm nên cả một sự nghiệp cho bất cứ [nghệ sĩ nào]." Eder nhận xét hai bài hát "Crystal Lullaby" và "Rode Ode" là "những kiệt tác", đồng thời đánh giá cao phần hát đơn của Richard trong ca khúc "Piano Picker". Ông tổng kết bài đánh giá của mình với phát biểu rằng: "A Song for You đánh dấu lần cuối cùng âm nhạc [của The Carpenters] được chấp nhận trong thế giới nhạc rock [...] [trước khi] hình ảnh và âm thanh hết mực đứng đắn, [cũng như] sự ngớ ngẩn và chán ngắt theo kiểu trung lưu [trong phong cách] của bộ đôi này [biến thành thứ] gây cản trở doanh số và hình ảnh của chính họ." Bên cạnh Carpenters, A Song for You cũng là album được chấm điểm cao nhất của The Carpenters trong cuốn sách The Rolling Stone Album Guide xuất bản năm 2004. Các tác giả của cuốn sách này đánh giá hai album cùng đạt 4 trên 5 sao và khen ngợi ca khúc "Road Ode" "đã khép lại A Song for You một cách vô cùng ấn tượng và gần như là đầy đau đớn."

## Diễn biến thương mại
A Song for You đạt đến vị trí thứ 4 trên bảng xếp hạng Billboard 200 của Hoa Kỳ trong tuần ngày 12 tháng 8 năm 1972 và trở thành album thứ ba liên tiếp của The Carpenters lọt vào top 10 của bảng xếp hạng này. Album hiện diện trên Billboard 200 trong tổng cộng 41 tuần. Vào ngày 10 tháng 7 năm 1972, tức chưa đầy một tháng kể từ ngày phát hành, A Song for You được Hiệp hội Công nghiệp Ghi âm Hoa Kỳ chứng nhận Vàng cho doanh số đạt 500.000 bản tại quốc gia này. Album nhận được chứng nhận 3× Bạch kim từ RIAA vào tháng 4 năm 1998, đánh dấu mốc doanh số đạt 3 triệu bản trên thị trường Hoa Kỳ. Tại Anh Quốc, A Song for You ra mắt ở vị trí thứ 43 trên bảng xếp hạng UK Albums Chart trong tuần ngày 23 tháng 9 năm 1972. Hơn một năm sau, trong tuần ngày 18 tháng 11 năm 1973, album leo lên vị trí thứ 13 trên bảng xếp hạng, xếp ngay sau album Now & Then vừa được phát hành cách đó không lâu. Đây cũng là vị trí cao nhất mà album đạt được tại Anh Quốc trong tổng cộng 37 tuần hiện diện trên bảng xếp hạng. A Song for You cũng gặt hái được thành công về mặt thương mại tại Nhật Bản và Úc.

## Danh sách bài hát
Tất cả các bài hát đều do Karen Carpenter thể hiện, trừ các bài được ghi chú.
| Mặt 1 | Mặt 1                                          | Mặt 1                         | Mặt 1      |
| STT   | Nhan đề                                        | Sáng tác                      | Thời lượng |
| ----- | ---------------------------------------------- | ----------------------------- | ---------- |
| 1.    | "A Song for You"                               | Leon Russell                  | 4:42       |
| 2.    | "Top of the World"                             | John Bettis Richard Carpenter | 2:56       |
| 3.    | "Hurting Each Other"                           | Gary Geld Peter Udell         | 2:46       |
| 4.    | "It's Going to Take Some Time"                 | Carole King Toni Stern        | 2:55       |
| 5.    | "Goodbye to Love"                              | Bettis R. Carpenter           | 3:50       |
| 6.    | "Intermission" (hát chính: K. và R. Carpenter) | R. Carpenter                  | 0:22       |

| Mặt 2 | Mặt 2                                             | Mặt 2                           | Mặt 2      |
| STT   | Nhan đề                                           | Sáng tác                        | Thời lượng |
| ----- | ------------------------------------------------- | ------------------------------- | ---------- |
| 7.    | "Bless the Beasts and Children"                   | Perry Botkin Jr. Barry DeVorzon | 3:07       |
| 8.    | "Flat Baroque" (trình diễn bằng nhạc khí)         | R. Carpenter                    | 1:45       |
| 9.    | "Piano Picker" (hát chính: R. Carpenter)          | Randy Edelman                   | 1:59       |
| 10.   | "I Won't Last a Day Without You"                  | Roger Nichols Paul Williams     | 3:47       |
| 11.   | "Crystal Lullaby" (hát chính: K. và R. Carpenter) | Bettis R. Carpenter             | 3:53       |
| 12.   | "Road Ode"                                        | Gary Sims Dan Woodhams          | 3:50       |
| 13.   | "A Song for You" (trở lại bài hát đầu tiên)       | Russell                         | 0:53       |

## Những người thực hiện
Thông tin được lấy từ ghi chú trên bìa album.
Âm nhạc
- Karen Carpenter – hát chính và hát đệm, trống
- Richard Carpenter – hát chính và hát đệm, piano, piano điện Wurlitzer, đàn organ Hammond, celesta, cải biên, biên soạn cho dàn nhạc
- Tony Peluso – ghi-ta chính
- Louie Shelton – ghi-ta
- Red Rhodes – ghi-ta thép
- Buddy Emmons – ghi-ta pê-đan thép trong bài "Top of the World"
- Joe Osborn – guitar bass
- Hal Blaine – trống
- Earl Dumler – đàn ô-boa, kèn horn của Anh
- Bob Messenger – saxophone tenor, sáo, sáo alto
- Tim Weisberg – sáo bass trong bài "It's Going to Take Some Time"
- Norm Herzberg – pha-gốt
- Gary Coleman – nhạc cụ bộ gõ trong bài "Hurting Each Other"

| Kỹ thuật - Ray Gerhardt – kỹ sư - Roger Young – trợ lý kỹ sư - Jack Daugherty – sản xuất | Ảnh bìa - Roland Young – chỉ đạo nghệ thuật - Jim McCrary – ảnh bìa trước - Bill Hennigar – bìa bọc album |

## Các đĩa đơn
| - "Hurting Each Other" Đĩa đơn 7" phát hành tại Hoa Kỳ năm 1971 – Mã A&M 1322 1. "Hurting Each Other" 2. "Maybe It's You" - "Bless the Beasts and Children" Đĩa đơn 7" phát hành tại Nhật Bản năm 1971 – Mã AM-114 1. "Bless the Beasts and Children" 2. "Help!" - "It's Going to Take Some Time" Đĩa đơn 7" phát hành tại Hoa Kỳ năm 1972 – Mã A&M 1351 1. "It's Going to Take Some Time" 2. "Flat Baroque" | - "Goodbye to Love" Đĩa đơn 7" phát hành tại Hoa Kỳ năm 1972 – Mã A&M 1367 1. "Goodbye to Love" 2. "Crystal Lullaby" - "Top of the World" Đĩa đơn 7" phát hành tại Hoa Kỳ năm 1973 – Mã A&M 1468 1. "Top of the World" 2. "Heather" - "I Won't Last a Day Without You" Đĩa đơn 7" phát hành tại Hoa Kỳ năm 1974 – Mã A&M 1521 1. "I Won't Last a Day Without You" 2. "One Love" |

## Xếp hạng và chứng nhận
| Bảng xếp hạng (1972)   | Vị trí cao nhất |
| ---------------------- | --------------- |
| Úc (Kent Music Report) | 6               |
| Canada (RPM)           | 5               |
| Nhật Bản (Oricon LP)   | 5               |
| Anh Quốc (OCC)         | 13              |
| Hoa Kỳ Billboard 200   | 4               |

| Bảng xếp hạng (1972)              | Vị trí |
| --------------------------------- | ------ |
| Hoa Kỳ Top Pop Albums (Billboard) | 78     |

| Quốc gia                                                                           | Chứng nhận  | Số đơn vị/doanh số chứng nhận |
| ---------------------------------------------------------------------------------- | ----------- | ----------------------------- |
| Nhật Bản (Oricon)                                                                  | —           | 102.000                       |
| Hoa Kỳ (RIAA)                                                                      | 3× Bạch kim | 3.000.000^                    |
| * Chứng nhận dựa theo doanh số tiêu thụ. ^ Chứng nhận dựa theo doanh số nhập hàng. |             |                               |

## Lịch sử phát hành
Thông tin tổng hợp từ Discogs.
| Quốc gia       | Ngày phát hành      | Nhãn hiệu                     | Định dạng        | Mã catalog                             |
| -------------- | ------------------- | ----------------------------- | ---------------- | -------------------------------------- |
| Nhiều quốc gia | 22 tháng 6 năm 1972 | A&M                           | LP               | SP-3511 (Hoa Kỳ)                       |
| Nhiều quốc gia | 22 tháng 6 năm 1972 | A&M                           | Stereo 8         | 8T-3511 (Hoa Kỳ)                       |
| Nhiều quốc gia | 22 tháng 6 năm 1972 | A&M                           | Cassette         | ZCAM 63511 (Anh Quốc) CS-3511 (Hoa Kỳ) |
| Nhiều quốc gia | 22 tháng 6 năm 1972 | A&M                           | Cuộn băng 7 inch | OR-3511 (Hoa Kỳ)                       |
| Nhật Bản       | 1985                | A&M                           | CD               | 32XB 53                                |
| Hoa Kỳ         | 1989                | A&M Mobile Fidelity Sound Lab | CD               | UDCD 525                               |